# Spatula puna
Spatula puna este o specie de rață din familia Anatidae. La un moment dat a fost considerată o subspecie a Spatula versicolor. Trăiește în Anzii din Peru, vestul Boliviei, nordul statului Chile și nord-vestul extrem al Argentinei. Se găsește pe lacurile și bălțile mai mari din Altiplano.
Statutul Spatula puna este de preocupare redusă, conform listei roșii a IUCN.

## Taxonomie
Prima descriere formală a Spatula puna a fost făcută de naturalistul elvețian Johann Jakob von Tschudi⁠(d) în 1844, sub numele binomial Anas puna. La un moment dat a fost considerată o subspecie a Spatula versicolor din genul Anas. Un studiu filogenetic molecular care a comparat secvențele de ADN mitocondrial, publicat în 2009, a constatat că genul Anas, așa cum a fost definit atunci, nu era monofiletic. Ulterior, genul a fost divizat în patru genuri monofiletice, iar zece specii, inclusiv Spatula puna, au fost transferate în genul Spatula. Acest gen a fost propus inițial de zoologul german Friedrich Boie în 1822. Numele Spatula este cuvântul latin pentru „lingură”. Epitetul specific puna provine de la Puna de Atacama, un platou din Anzi.

## Galerie

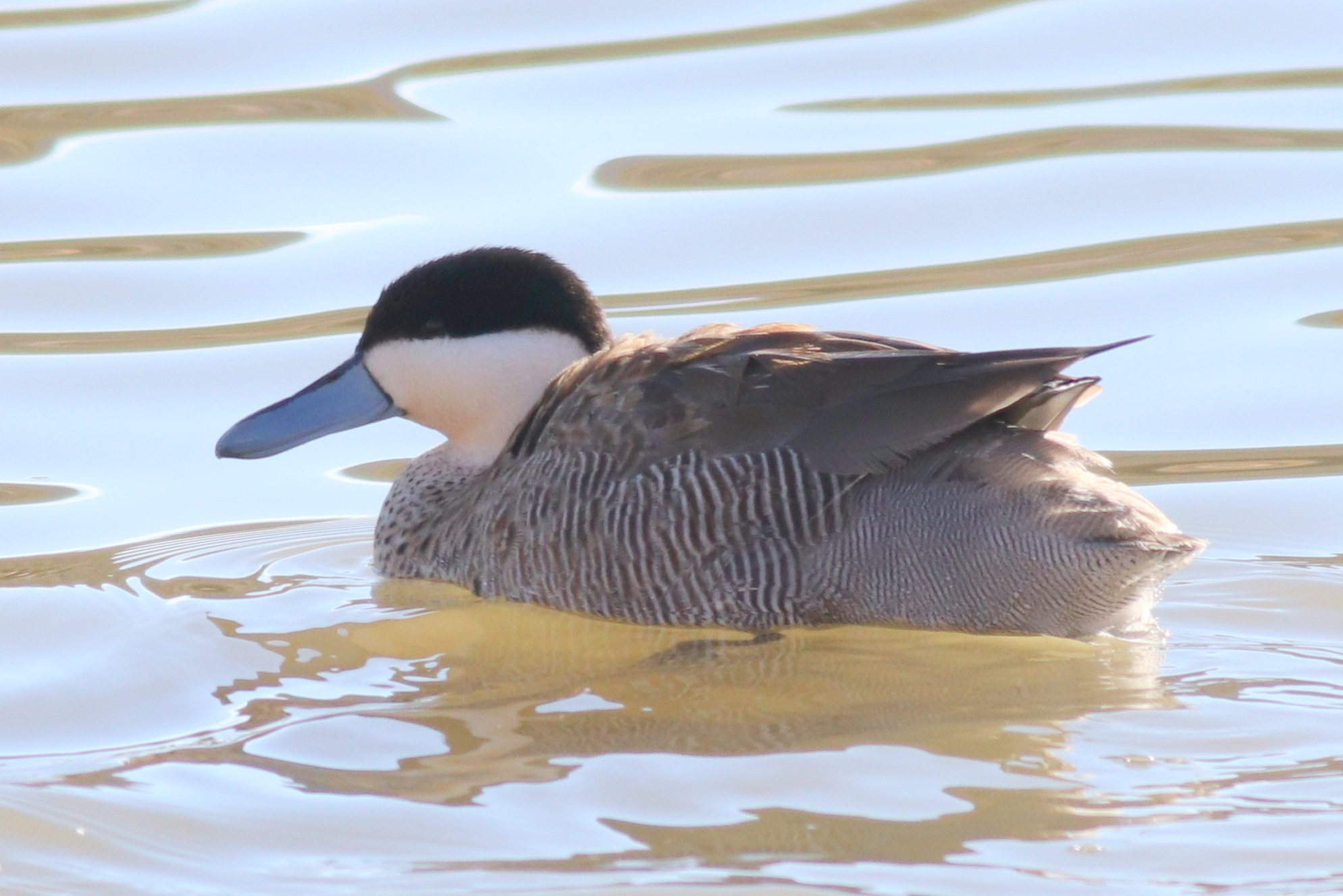
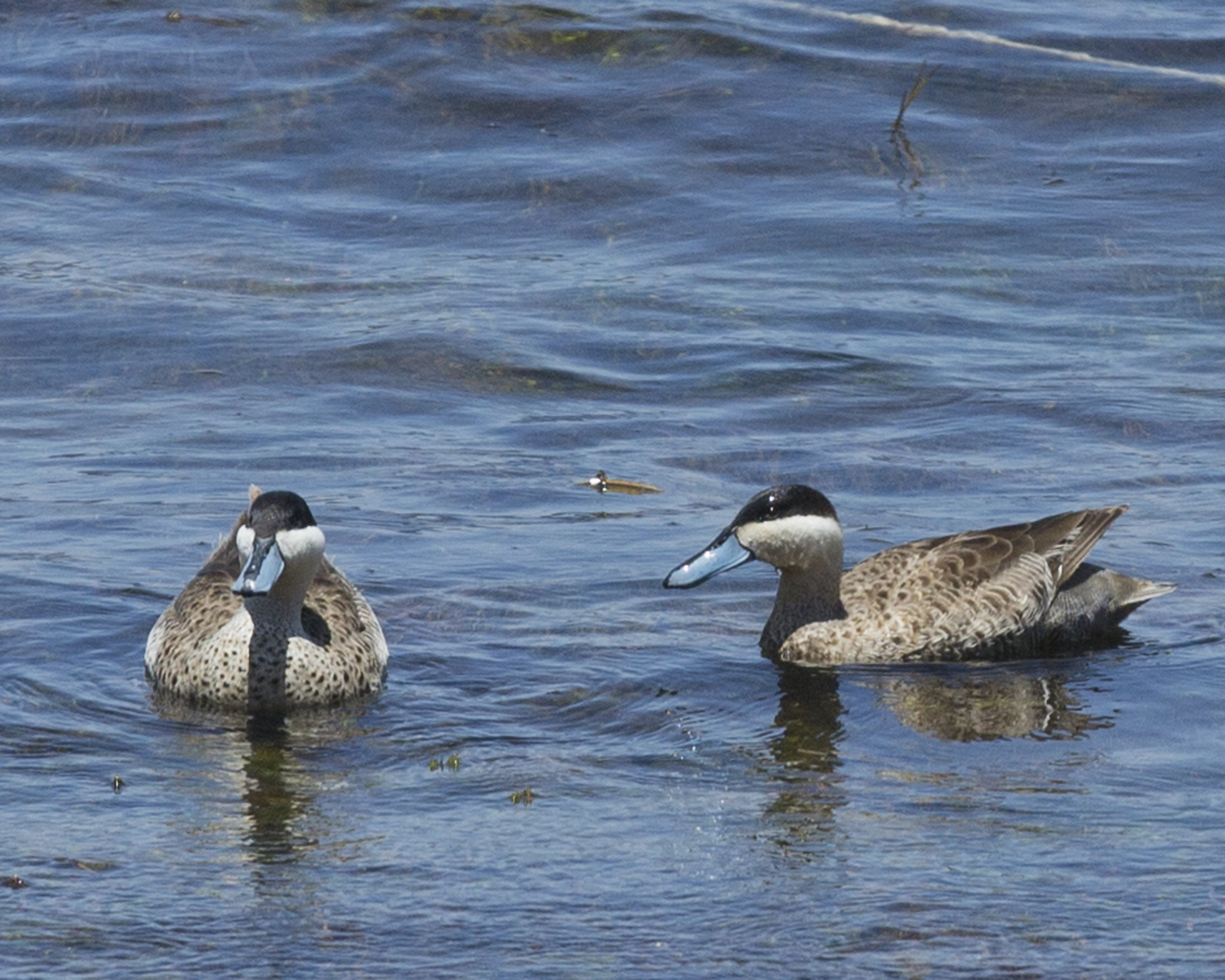
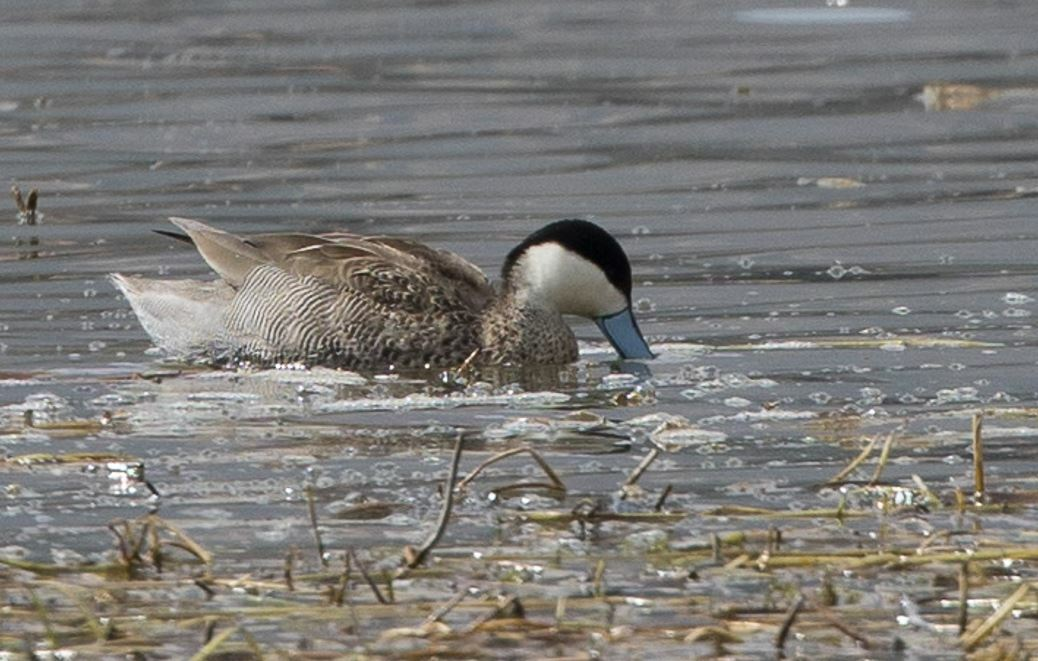